# 阿尔弗雷德·布莱洛克
阿尔弗雷德·布莱洛克（英語：Alfred Blalock，1899年4月5日—1964年9月15日），美国外科医生，其在休克方面的研究影响深远，同时他还是布萊洛克-托馬斯-陶西格分流術的发明人之一。布萊洛克-托馬斯-陶西格分流術由布莱洛克与小儿心脏疾病专家海伦·陶西格和外科手术技师维维恩·托马斯共同发明，能有效缓解法洛四联症导致的蓝婴综合征。这一手术的发明开创了心脏外科的全新时代。

## 早年生活和事业早期
阿尔弗雷德·布莱洛克在1899年出生于美国喬治亞州門羅縣卡洛登。他的母亲是玛莎·（戴维斯）·布莱洛克，父亲乔治·泽多克·布莱洛克是一位商人。14岁时，布莱洛克进入佐治亚大学的预科学校佐治亚军事学院学习，之后进入了佐治亚大学。1918年，19岁的布莱洛克从大学毕业，获得了文学士学位并进入了约翰·霍普金斯大学医学院学习。在医学院期间，他与室友廷斯利·哈里森结下深厚友谊，两位医生之后也成为了一生的挚友。1922年，布莱洛克从约翰霍普金斯大学获得医学士学位。布莱洛克敬仰约翰·霍普金斯医院的创始人、美国外科学先驱威廉·史都華·豪斯泰德，于是在毕业后给他写信，希望在他手下实习，却没能如愿。但布莱洛克仍然留在巴尔的摩，在约翰·霍普金斯大学的泌尿外科完成三年的实习，之后成为普通外科的助理住院医师，却未能获得工作续约，于是他又在耳鼻喉科完成了校外实习。

## 医学事业

### 范德堡大学
1925年7月，在廷斯利·哈里森的帮助下，布莱洛克来到了田纳西州纳什维尔的范德堡大学新成立的范德堡大学医院和他一同工作。布莱洛克在医院首位外科教授、外科主任巴尼·布鲁克斯手下工作，是他的第一个住院医师主管。同时他还在大学担任教职，积极参与医学生的教学工作，并负责主管外科实验室。在此期间，布莱洛克曾罹患肺结核，被迫到阿第倫達克山脈和欧洲休养了两年时间。1928年，布莱洛克休养归来，在继续接受治疗的同时投身实验室工作。他在此时已经成为教学专家，乐于接收学生进入实验室并与学生合作。1930年，布莱洛克雇用了维维恩·托马斯作助手协助他完成实验室的工作，这也是两人之后三十多年合作的开始。1938年，布莱洛克成为了外科学教授。
在范德堡大学期间，布莱洛克对出血性休克和创伤性休克的类型和治疗方法展开了研究。通过在狗身上做实验，他发现休克是由于失血导致的，并倡导使用血浆或全血治疗休克。这项研究成果仅在之后的第二次世界大战期间就已经拯救了数以万计的生命。他在休克这一领域的研究成果具有里程碑式的意义，彻底改变了人们对创伤性休克的认知。布莱洛克的研究还表明，休克所造成的损伤在充分的康复治疗作用下是可以被逆转的。

### 约翰·霍普金斯医院

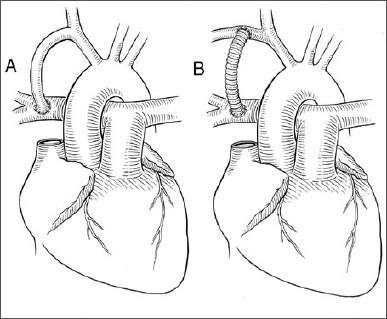
布莱洛克-托马斯-陶西格分流术示意图，左图（A）为布莱洛克、陶西格和托马斯发明的手术方法，右图（B）为后人改良的方法

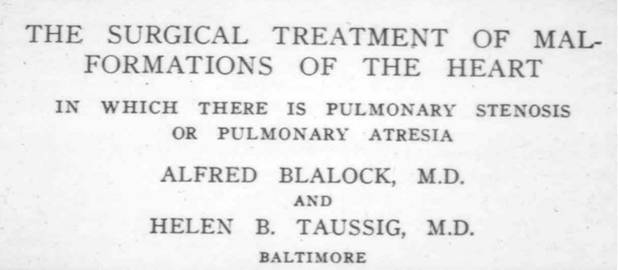
布莱洛克与陶西格合作发表的论文

1941年，41岁的布莱洛克受邀前往约翰·霍普金斯医院担任外科主任，并要求维维恩·托马斯和他一同前往。他把自己在范德堡大学的研究团队都带到了约翰·霍普金斯医院，继续自己的实验研究，同时依然关心医学生和住院医师的教育。在此期间，布莱洛克与托马斯二人合作开发出通过手术治疗主动脉缩窄的方法，但实验并没有完全成功。之后，布莱洛克遇到了小儿心脏病学专家海伦·陶西格，陶西格向他介绍了“青紫婴儿”的问题。这是由一种先天性的心脏畸形，即法洛四联症导致的现象，会导致婴儿血液中含氧量偏低。1944年，布莱洛克、陶西格二人与托马斯共同发明了一种手术，通过将锁骨下动脉与肺动脉相吻合，能有效改善患者的供氧状况，缓解法洛四联症的症状。在经过多次动物实验之后，1944年11月29日，布莱洛克、陶西格二人在托马斯的协助下首次在15个月大的患儿艾琳·萨克森（Eileen Saxon）身上成功实施了这种手术。这种手术也以两人的名字命名为“布莱洛克－陶西格分流术”。維維恩·托馬斯身为黑人，起初贡献并未获得学界承认，直至2022年这一手术才更名为“布萊洛克-托馬斯-陶西格分流術”。
这一手术拯救了在医学史上有着重要的影响。在此之前，在心脏附近实施手术一直被认为是不可能实现的“外科禁区”，这一手术的成功发明也因此成为了现代心脏外科学的开端。在布莱洛克退休之前，已经有超过2,000个患儿在约翰·霍普金斯医院接受了这种手术，在全球范围内则有超过15,000个患儿的生命被这一手术拯救。
发明布萊洛克-托馬斯-陶西格分流術之后，布莱洛克声名鹊起。他随后也开始到世界各地向其他医生介绍这种手术，同时继续投身医学事业，进行手术，出版文章，从事研究和教学工作。他投身医学生的教育，还在约翰·霍普金斯医院建立了儿童外科部门。1964年，布莱洛克从约翰·霍普金斯医院退休。两个半月后的9月15日，他便因转移性輸尿管尿路上皮癌病逝。

### 其他事业
布莱洛克一生发表了200多篇文章，其中100余篇是在40岁之前发表；他还出版了学术专著《外科护理原理：休克与其他问题》（Principles of Surgical Care: Shock and Other Problems）。1938年到1942年间，布莱洛克曾举办过42次荣誉讲座。他获得了耶鲁大学、都灵大学、羅徹斯特大學等全球9所大学的荣誉学位，同时还是全美乃至全世界43个医学会的成员。

## 个人生活
布莱洛克于1930年与玛丽·钱伯斯·欧布莱恩（Mary Chambers O'Bryan）结婚，二人育有三个孩子。1958年，欧布莱恩逝世。第二年，布莱洛克与爱丽丝·沃特斯（Alice Waters）成为了夫妻，直到他于1964年逝世为止。
布莱洛克热爱体育和户外运动，曾与哈里森二人在1920年代搭档获得纳什维尔的网球双打冠军。他还热衷高尔夫球、钓鱼和划船。

## 获奖和纪念
1951年，布莱洛克与罗伯特·爱德华·格罗斯和海伦·陶西格一同凭借“在心血管外科手术和相关知识领域获得的杰出成就”获得拉斯克临床医学研究奖。1959年，布莱洛克还获得了首届盖尔德纳国际奖，以表彰他“发明了治疗先天性心脏损伤的手术，就此开创了心外科手术的全新时代”。他获得过的奖项还包括意大利費爾特里內利醫學獎、美国医学会杰出服务奖（the Distinguished Service Award of the A.M.A.）等多个美国甚至国际医学奖项。
1964年，约翰·霍普金斯医院建院75周年之际，医院以布莱洛克的名字将临床科学大楼命名为“布莱洛克楼”，以示对他的纪念。

## 相关影视作品
2003年，美国公共电视网的系列纪录片栏目《美国印象》中播出了纪录片《心之伙伴》（Partners of the Heart），介绍了布莱洛克与维维恩·托马斯在范德堡大学和约翰·霍普金斯大学的合作。这部纪录片由安德莉亚·卡琳导演，卡琳和露·波特（Lou Potter）共同编剧。影片之后获得了美国历史学家组织颁发的2004年埃里克·巴诺最佳历史纪录片奖。
2004年，美国HBO制作播出了文献纪录片《天賜良醫》讲述了布莱洛克与托马斯之间的合作经历。片中布莱洛克由艾倫·瑞克曼饰演，托马斯则由摩斯·戴夫饰演。影片由约瑟夫·萨金特导演，罗伯特·考特制作，获得包括“最佳电视电影”在内的三项黄金时段艾美奖和其他多个影视奖项。

## 延伸阅读
- Thomas, Vivien T., Partners of the Heart: Vivien Thomas and His Work With Alfred Blalock, University of Pennsylvania Press, 1985. ISBN 0-8122-1634-2.